# Султана Н. Нахар
Султана Нурун Нахар (енгл. সুলতানা নুরুন নাহার; Дака, Бангладеш) је астрофизичарка бангладешко-америчког порекла. Тренутно је запослена на Департману за астрономију при Државном универзитету у Охају. Области њеног истраживања су фотојонизација, електрон-јон рекомбинација, фотоекстицација, расејања, теоријска спектроскопија и друге. Такође се бави применом спектроскопије X-зрака у биомедицини за лечење рака.

## Академска каријера
Дипломирала је физику и магистрирала теоријску физику на Универзитету у Даки. Одбранила је магистарску тезу из квантне оптике и докторску тезу из атомске теорије на Државном универзитету Вејн (енгл. Wayne State University) у Мичигену.
Ко-ауторка је књиге Атомска астрофизика и спектроскопија.